# Pfarrkirche Weinhaus
Koordinaten: 48° 13′ 50″ N, 16° 19′ 54,6″ O
Die Pfarrkirche St. Josef-Weinhaus ist eine dem heiligen Josef geweihte römisch-katholische Pfarrkirche im Bezirksteil Weinhaus des 18. Wiener Gemeindebezirks Währing, Gentzgasse 142. Sie entstand in den 1880er Jahren, schloss sich im Januar 2022 mit der Gemeinde der Familienkirche im Carolusheim zur Pfarre Wien Währing zusammen und gehört zur Erzdiözese Wien. Das Kirchengebäude steht unter Denkmalschutz.

## Lage
Das Kirchengebäude ist dem vorhandenen Grundstück angepasst worden, weswegen der Chor nicht geostet, sondern leicht nach Nordwesten gedreht ist. Es erstreckt sich zwischen Gentzgasse und Edmund-Weiss-Gasse. Das Hauptportal ist über eine Wagenzufahrt von Südwesten erreichbar. In die Kirche führt jedoch eine mehrstufige Treppe, womit sie nicht barrierefrei ist.
Beidseitig neben der Kirche stehen das Pfarrhaus und das Pfarrheim, die im gleichen Baustil errichtet worden sind.

## Geschichte
Eine erste kleine Kapelle ist 1736 in dem kleinen Wiener Vorort Weinhaus gebaut und eingeweiht worden.
Im Jahr 1784 wurde die kleine Gemeinde zur Lokalkaplanei erhoben und ein von Joseph Friedrich Schwab, Hofkammerjuwelier, und seiner Frau Klara Schwab finanzierter Kaplan versah hier nun seinen seelsorgerischen Dienst. Der Monat April 1784 gilt damit als Gründungsdatum der kleinen dem Heiligen Josef geweihten Kirche. Später musste die Kapelle wegen Baufälligkeit abgebrochen werden und das Chartorisky-Schlösschen, ein Landhaus mit einem integrierten Andachtsort, diente nun den Christen aus Weinhaus. Dieser Ort reichte aber den zahlreich Zugezogenen bald nicht mehr und der Bau eines größeren Gotteshauses wurde geplant. Joseph Deckert (1843–1901), seit 1874 Pfarrer in dieser Gemeinde, gründete im Jahr 1880 dazu den St. Josefs-Kirchenbauverein, der Spenden sammelte und den Wiener Dombaumeister Friedrich von Schmidt mit der Ausarbeitung von Bauplänen beauftragte. Mit dem ersten Spatenstich am 16. September 1883 begann der Bau der neuen Kirche unter Leitung des Baumeisters Johann Schmalzhofer. Am 12. Mai 1889 konsekrierte der Erzbischof von Wien, Kardinal Cölestin Josef Ganglbauer den Kirchbau. Komplett fertiggestellt wurde das Gotteshaus erst zehn Jahre später, im Jahr 1893. Die Aktivitäten für den Bau des Kirchengebäudes durch Pfarrer Deckert führten dazu, dass die Verwaltung seine Leistung im April 1901 durch Vergabe seines Namens für den Kirchenvorplatz anerkannte: Pfarrer-Deckert-Platz. Als im 20. Jahrhundert die vom Geistlichen verfassten antisemitischen Schriften bekannt wurden, wurde die Platzbezeichnung 1989 aufgehoben und im Bereich des Kirchplatzes ließ das Pfarramt kleine Erklärungstafeln anbringen.
Die Namensgebung setzt diese Kirche gegen die sonstigen zahlreichen Josefskirchen ab und nimmt Bezug auf den Standort in dem entsprechenden Wiener Ortsteil.
Die Weinhauser Pfarrkirche war ursprünglich mit Säulenheiligen ausgestattet, die bei den verschiedenen Renovierungsarbeiten von den Pfeilern entfernt und der Dombauhütte übergeben wurden. Erhalten blieben die Figuren der Apostel Petrus und Paulus links und rechts oberhalb der Kommunionbank (Arbeiten des Südtiroler Holzschnitzers Stuflesser aus Gröden) sowie die Herz-Jesu-Statue und die Statue der Rosenkranzkönigin oberhalb der heutigen Kommunionsstufe (Arbeiten des Wiener Bildhauers Josef Weyrich).
Im Bezirksmuseum Währing fand im Jahr 2014 eine Sonderausstellung zum Thema 230 Jahre Kirche in Weinhaus statt, spezieller Anlass war das Jubiläum 125 Jahre Kirchweihe St. Josef-Weinhaus.

## Außenarchitektur

### Kirchenschiff

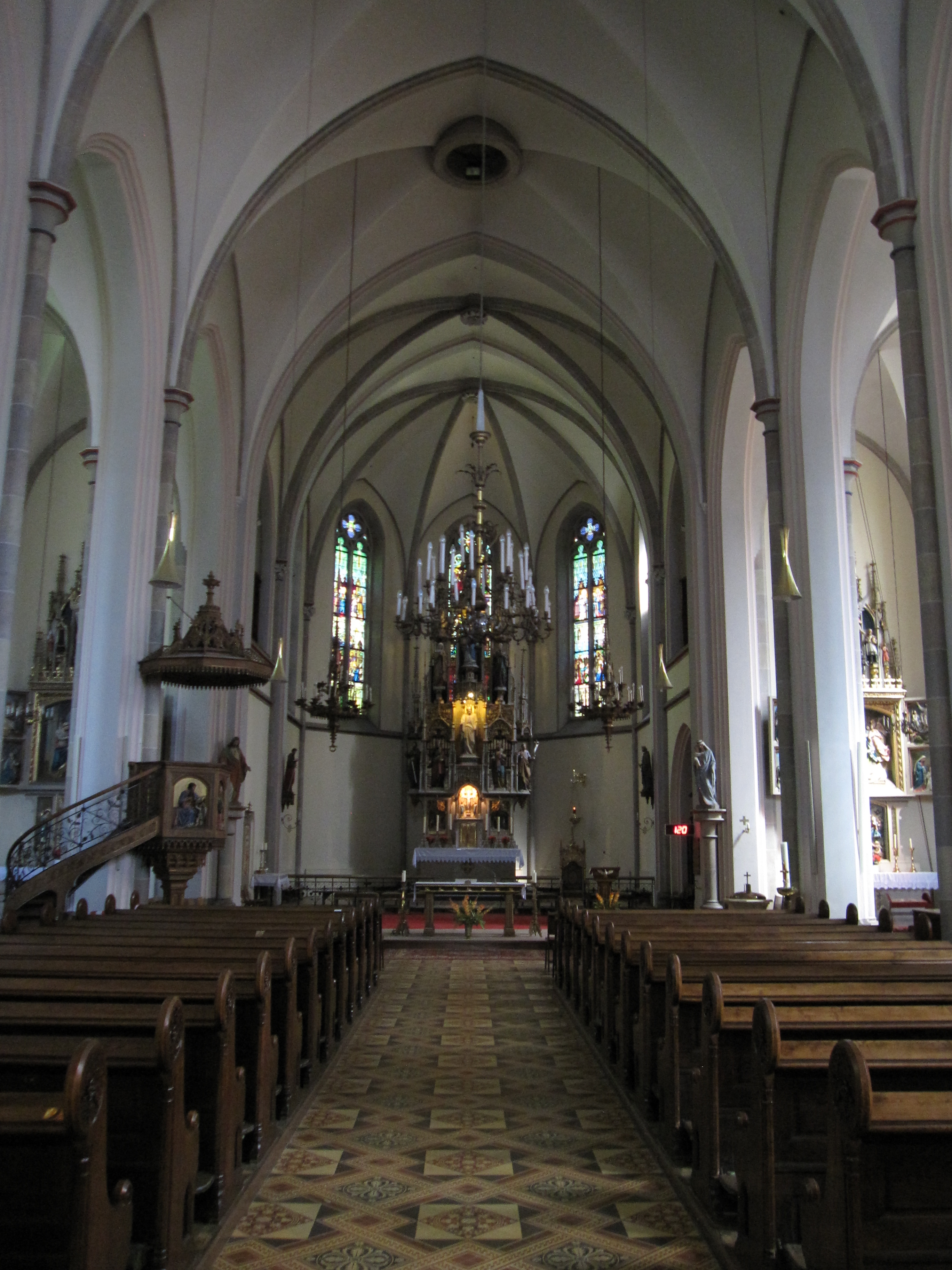
Blick auf Hauptschiff und Altar

Die Kirche ist ein Sichtziegelbau mit einem kreuzförmigen Grundriss und als dreischiffige Staffelhalle ausgeführt. Im Norden schließt ein fünfeckiges Presbyterium das Mittelschiff ab.

### Turm
Der 65 Meter hohe sich nach oben in Stufen verjüngender Kirchturm weist einen quadratischen Grundriss mit mittleren Seitenlängen von fünf bis sechs Meter auf. Er steht im Süden in der Achse des Mittelschiffs und wird von zwei Treppentürmchen flankiert, welche den Zugang zu Orgelchor und Läutboden erschließen. Über dem Glockengeschoß erheben sich vier mit doppelten Kreuzrosen und Krabben verzierte Wimperge. Der Achteckübergang zum Turmhelm, der in einer steinernen Kreuzrose ausläuft, wird durch vier Fialen gebildet. Später wurde der Turm auf Grund von Bauschäden mit Kupferblech verkleidet.

### Portale
Das Hauptportal, dessen Tympanon in den Hohlkehlen mit Blätterschmuck geziert ist, wird von einem mächtigen, durch Krabben belegten Giebel gekrönt.
Den Übergang von der Hauptfassade zu den Steinmauern bilden zweireihig ornamentierte Fialen. An das Presbyterium sind rechts die Taufkapelle (früher Loreto-Kapelle) und links die Sakristei angebaut. Da beide in ihren Ausmaßen über die Baulinie der beiden Seitenschiffe hinausgehen, bildet der Grundriss der Kirche ein Kreuz.
Rechts vom Hauptportal ist eine Gedenktafel angebracht, mit der die Opfer des Zweiten Weltkriegs aus dem Weinhausviertel geehrt werden.

## Innenarchitektur

### Chorraum
Der Fußboden im Chorraum ist um eine Stufe gegenüber dem Hauptschiff erhöht und das Mittelstück in den Raum vorgezogen. Er ist mit großflächigen Steinplatten und ornamentalen Mosaiken bedeckt.
Fünf lanzettartige Fenster lassen Tageslicht in diesen Raum.

### Gewölbe, Pfeiler, Werktagskapelle
Ein Kreuzgratgewölbe stützt die Kirchenschiffe.
Zwei Reihen Säulen trennen die drei Kirchenschiffe voneinander.
In einer Werktagskapelle (auch Loreto-Kapelle) ist ein dreiteiliges Buntglasfenster eingebaut, das die hl. Familie bei der Arbeit und die Eltern Mariens, Joachim und Anna, darstellt. Es ist das einzige noch aus dem Weihejahr der Kirche (1889) stammende Fenster.
Der Knabe Jesus sägt zwei Bretter, Josef schaut zu und hält einen Balken fest und Maria schaut ebenfalls zu, hinter ihr steht eine Spinnwirtel an der Wand.

### Empore
Eine Westempore in ganzer Kirchenschiffbreite zieht sich durch das Gotteshaus. Hier steht die Kirchenorgel aus dem Jahr 1882.

### Kirchenfenster
Im Altarraum befinden sich fünf große gotische Spitzbogenfenster. Das mittlere Fenster stellt die Dreifaltigkeit dar, darunter stehen Engel, die Josef Krone und Palmzweig reichen. Die beidseitig daneben angeordneten Fenster zeigen Geburt und Beschneidung Jesu (links) und Die Anbetung der Könige mit Jesu im Tempel. Die beiden Fenster ganz links und ganz rechts sind mit Blumenranken auf einem schwach gemusterten Untergrund verziert.
Die Einzelpersonen wurden vom Maler durch unterschiedliche Heiligenscheine charakterisiert: Jesus trägt rot-gelb, die Eltern tragen gelb mit gepunktetem Rand und alle andern Heiligen haben blass-gelbe Lichtkränze.
Die rundbogigen Kirchenfenster in den Seitenschiffen waren anfänglich mit farblosen Butzenscheiben ausgestattet. Erst in späteren Jahren tauschte die Kirchengemeinde sie schrittweise gegen farbige Darstellungen von Heiligen im Zusammenhang mit der biblischen Geschichte aus.

## Ausstattung

### Altäre im Chorraum

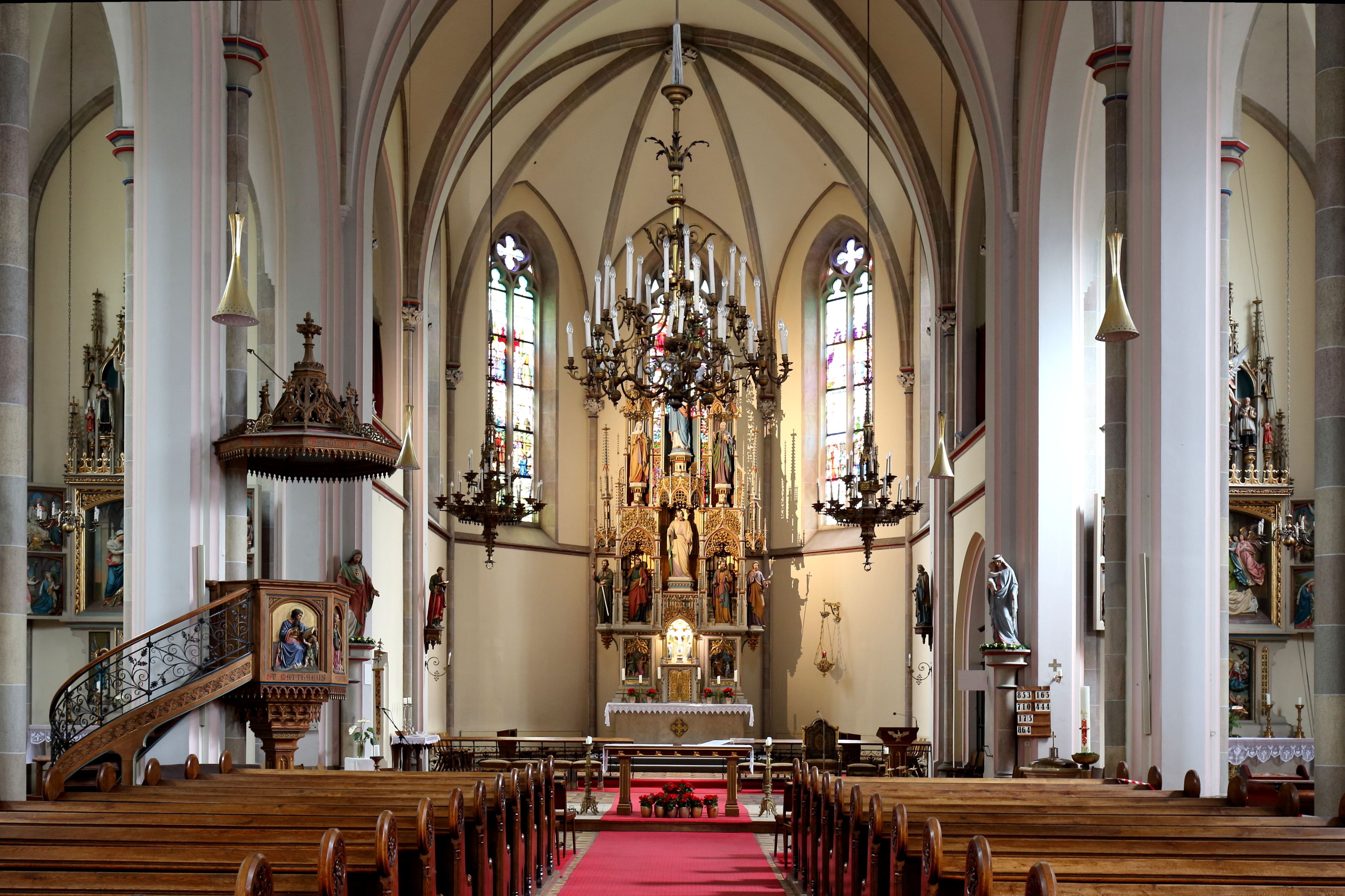
Innenansicht, Blick zum Hochaltar

Der 1889 gefertigte Hochaltar ist dem heiligen Josef gewidmet, weswegen Josef größer dargestellt ist als die anderen Figuren.
Der reich geschnitzte neugotische Altaraufsatz besitzt neun Nischen. Über dem Tabernakel befindet sich die Expositionsnische. Die meiste Zeit des Jahres steht in dieser Nische ein Kruzifix mit zwei Engeln. Während der Weihnachtszeit wird ein Prager Kindl ausgestellt, von Ostern bis Pfingsten das Lamm auf dem Buch mit den Sieben Siegeln (nach der Geheimen Offenbarung des Johannes). Darüber steht die Statue des heiligen Josef, gefertigt vom Bildhauer Josef Weyrich.
Der Altar selbst und die übrigen Figuren (Maria, Jesu Großeltern Anna und Joachim sowie die vier Apostel Jakobus, Paulus, Johannes der Täufer, Petrus) stammen vom österreichischen Bildhauer Josef Kepplinger.
Der Altartisch vor dem Hauptaltar ist mit kräftigen hölzernen Beinen abgestützt, davor steht ein im gleichen Stil gefertigter Ambo.
Weitere Nebenaltäre sind:

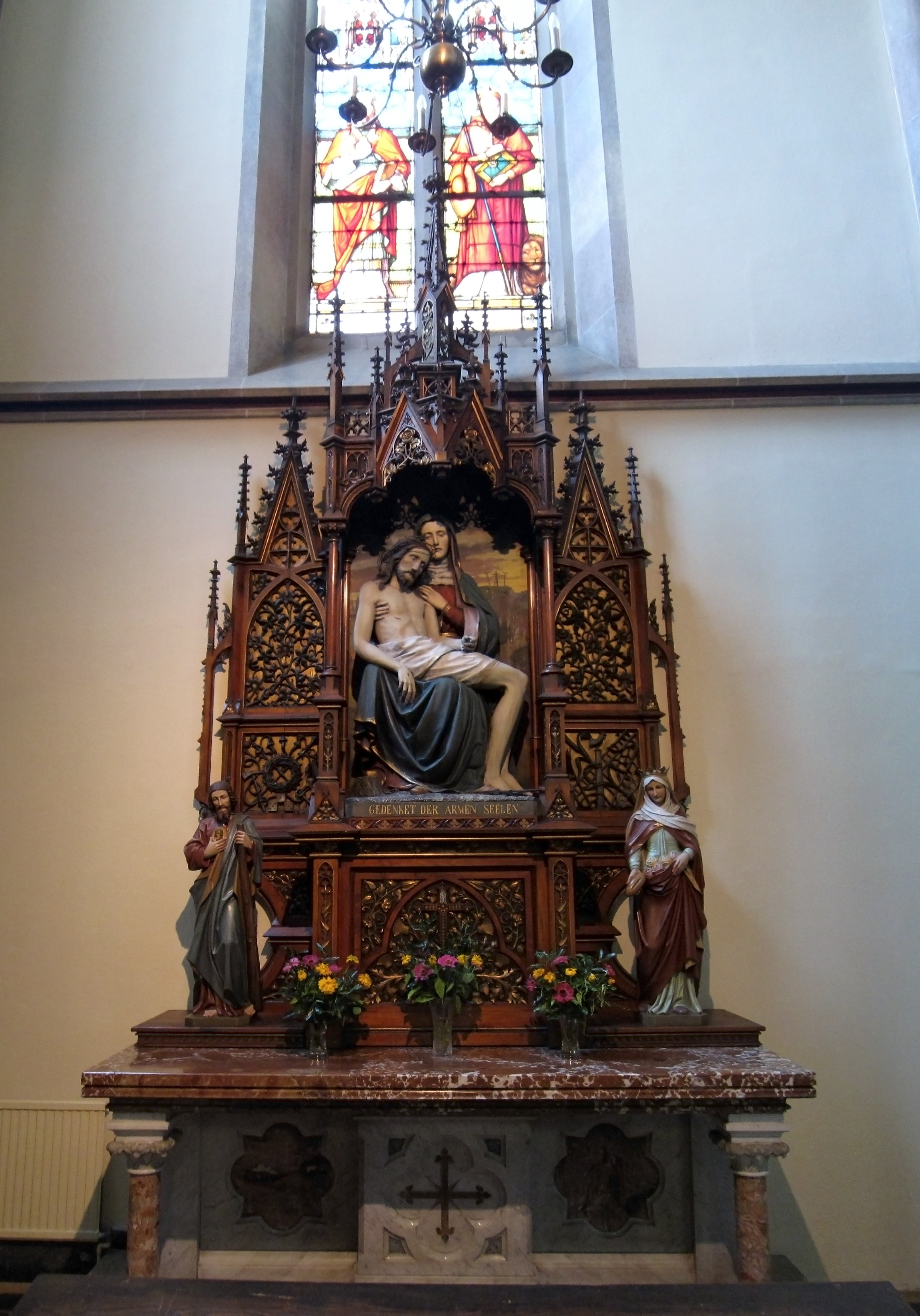
Seitenaltar mit der Darstellung als Pietà

- der Maria-Vermählungs-Altar, dessen Hauptteil die Zeremonie der Vermählung darstellt. Auf dem (linken) Flügelbild des geöffneten Altars wird der junge Josef als Träumer gezeigt, denn er sitzt wie schlafend mit einer auf die Stirn gelegten Hand und mit geschlossenen Augen auf einer Treppe. Im Traum erscheint ihm der Erzengel Gabriel, der auf die neben ihm sitzende Maria mit dem Jesuskind im Arm verweist. Ein undefinierbares graues Gebilde zwischen den Figuren ist entweder eine Wolke oder wird als Symbol einer intensiven seelischen Bewegung interpretiert. Außerdem ist ein Tempel mit einem Hohepriester zu sehen, vor dem das Paar den Ringwechsel vollzieht. Der nackte Fuß verweist auf die Einfachheit und Bescheidenheit des jungen Mannes. Maria trägt einen Heiligenschein, der nur als schwarzer Ring dargestellt ist.[14]
- der Antonius-Altar (heute Kreuzaltar).

- vorne im rechten Kirchenschiff befindet sich der Seitenaltar “Tod Josefs”, ein geschnitzter neugotischer Flügelaltar. In geöffneten Zustand zeigt das Mittelstück des Altares das Sterben des hl. Josef, umgeben von Jesus, Maria und zwei Engeln. Die beiden Flügel stellen in vier Bildtafeln die Flucht nach Ägypten, den zwölfjährigen Jesus inmitten der Gesetzeslehrer im Tempel zu Jerusalem, die heilige Familie und die Auferstehung Christi dar. Die in der Fastenzeit geschlossenen Flügel zeigen die Fußwaschung, das letzte Abendmahl, das Leiden Christi am Ölberg und die Gefangennahme Jesu.[15]

Im Chorraum hängen beiderseits große vielkerzige Kronleuchter.

### Kanzel
Nördlich vor dem Chorbogen steht eine kunstvoll gestaltete Kanzel auf einer einzelnen Säule. Sie wurde von J. Pittel nach einem Entwurf des Kirchenplaners Schmidt hergestellt. Zum achteckigen Kanzelkorb führt eine gewundene Treppe und die Korbflächen sind mit der farbigen Darstellung der Evangelisten versehen. Über dem Ganzen hängt ein verzierter ebenfalls geschnitzter Schalldeckel.

### Hauptschiff
Die Ewig-Licht-Ampel, deren Vorbild die Ampeln in der Hagia Sophia in Istanbul waren, ist eine Spende der Herzogin von Orléans, geborene Gräfin Czartoryski.
Die Kreuzweg-Reliefs an den Wänden stammen von Franz Barwig d. Ä. und dem Künstler Kastner. Trotz Materialknappheit und Kriegsdiensteinsätzen von Handwerkern konnte der Kreuzweg am 12. März 1943 eingeweiht werden.
Im hinteren Teil der >Kirche, links vom Eingang, steht der Altar der Schmerzhaften Muttergottes (siehe Foto).

### Gestühl
Die hölzernen Bankreihen verfügen über geschnitzte Wangen und sind symmetrisch im Hauptschiff aufgestellt. Mittig führt ein mit Marmorornamenten ausgelegter Gang vom Eingang unter der Empore direkt bis vor den Altarraum.
In den Kirchenschiffen ist Platz für etwa 400 bis 500 Kirchenbesucher.

### Seitenschiffe
Im rechten Seitenschiff steht ein Flügelaltar, der die Flucht der Heiligen Familie nach Ägypten zeigt. Zu sehen sind Maria mit dem Jesuskind auf dem Arm, auf einem Esel sitzend und Josef zu Fuß daneben, energisch die rettende Richtung weisend.
Zudem befindet sich hier ein geschnitzter neugotischer Flügelaltar zum Thema Tod Josefs.

## Glocken
Bei der Kirchweihe im Jahr 1882 hingen in der Glockenstube sechs Bronze-Glocken, gegossen bei Peter Hilzer in Wiener Neustadt. Von diesen sechs Glocken mussten die jeweils zwei größten im Ersten und im Zweiten Weltkrieg zur Herstellung von Kriegsgerät abgeliefert werden. So befand sich am Ende des Krieges nur noch die kleinste Glocke im Turm.
Die Gemeinde ließ im Jahr 1955 ein komplett neues Geläut aus vier Glocken in der Gießerei St. Florian herstellen. Kardinal Innitzer nahm die Glockenweihe vor.
| Name         | Gewicht in kg | Schlagton | Inschrift                                                             |
| ------------ | ------------- | --------- | --------------------------------------------------------------------- |
| hl. Josef    | 1369          | es        | „Hl. Josef, erflehe den Gefallenen und Toten die ewige Herrlichkeit!“ |
| Marienglocke | 0714          | g         | „Maria, erhabene Schutzfrau Österreichs, erbitte uns den Frieden!“    |
| ((namenlos)) | 0398          | b         | „Hl. Pius X., Weinhaus in Christus erneuern!“                         |
| ((namenlos)) | 0253          | c         | „Hl. Maria Goretti, schütze unsere Jugend!“                           |

Auf dem Körper jeder Glocke befindet sich das entsprechende Heiligenbild, das Gießereizeichen und der Vermerk „Pfarre Weinhaus“.
Das Glockengeläut ist auf die Melodie des Salve Regina (es – g – b – c) abgestimmt.

## Orgel

### Geschichte
Die Orgel auf der Empore wurde im Jahr 1882 als Objekt für eine Musik- und Theaterausstellung in Wien in der Werkstatt von Josef und Hans Mauracher aus St. Florian hergestellt. Den Prospekt entwarf Heinrich Hollitzky, ein Schüler des Dombaumeisters Friedrich von Schmidt. Im Jahr 1892 kam das Instrument in die Pfarrkirche nach Weinhaus und wurde hier am 15. November geweiht. Im Jahr 1899 kam in die Mitte des Prospekts eine Figurengruppe: eine Statue der hl. Cäcilia wird von zwei Engeln flankiert.
1968 nahm der Orgelbauer Philipp Eppel einen Umbau des Prospekts im neobarocken Stil vor und rüstete sie auf elektropneumatische Traktur um. Orgelbauer Franz Windtner aus St. Florian führte ab 1998 im Auftrag der Kirchengemeinde eine Generalsanierung durch. Zur Finanzierung verkaufte die Gemeinde Orgelpatenschaften: Je nach Größe einer Orgelpfeife konnten für 50, 100 oder 200 Euro Patenschaften ausgestellt werden; die entsprechende Pfeife wurde mit dem Namen des Paten versehen. Und im Jahr 2023 konnte die wiederum notwendige Restaurierung durch die Bonner Orgelbauwerkstatt 2023 Philipp C.A. Klais erfolgen.

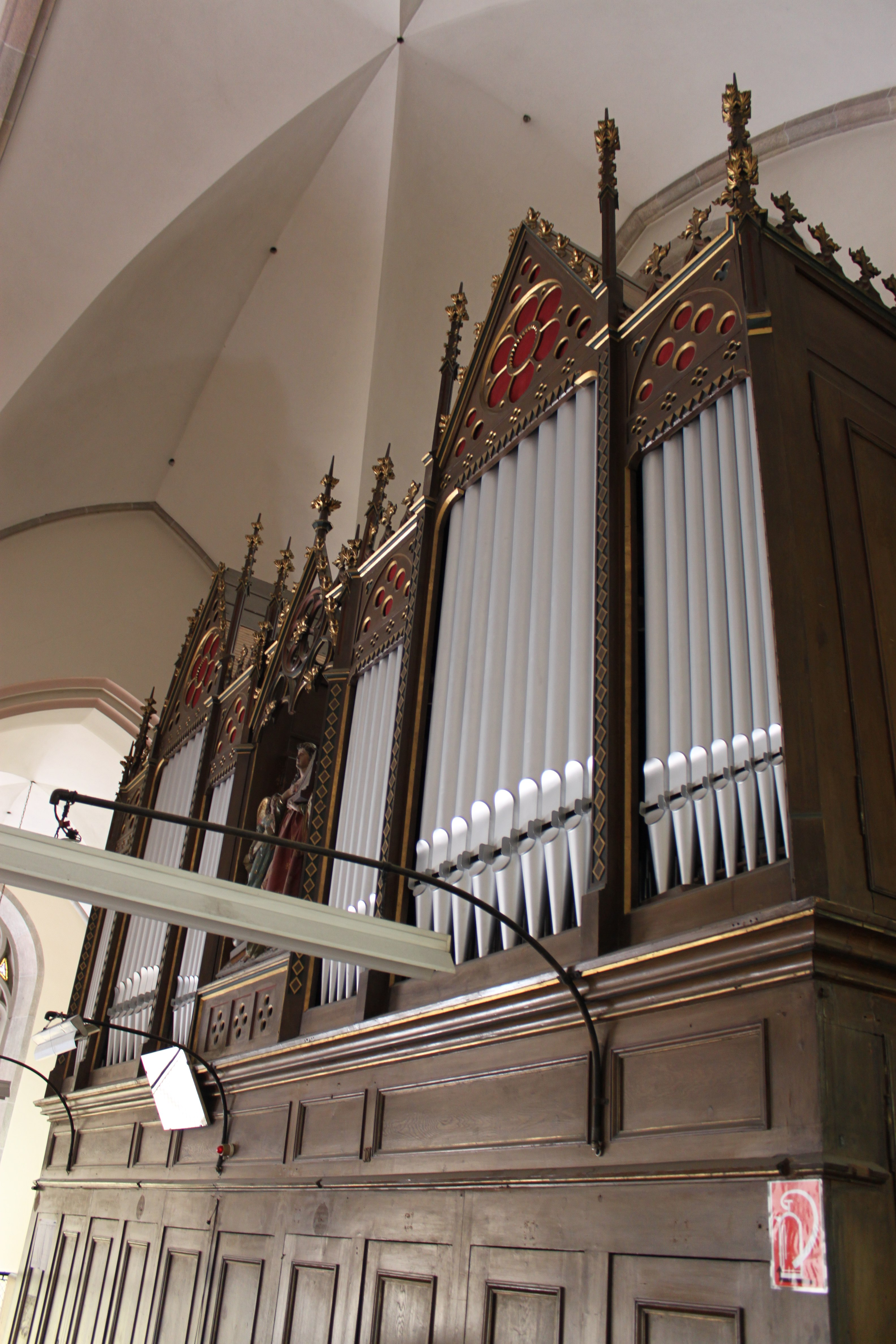
Orgelprospekt

### Disposition
Die Orgel weist folgende Disposition auf:
| I Hauptwerk |                    |     |
| 01.         | Bordun             | 16′ |
| 02.         | Prinzipal          | 08′ |
| 03.         | Gedeckt            | 08′ |
| 04.         | Viola              | 08′ |
| 05.         | Oktav              | 04′ |
| 06.         | Spitzflöte         | 04′ |
| 07.         | Rohrflöte          | 04′ |
| 08.         | Oktav 02′          |     |
| 09.         | Rauschquinte 2 ⁄3′ |     |
| 10.         | Mixtur 1 ⁄3′       |     |
| 11.         | Trompete           | 08′ |

| II Obermanual C–g3 |                 |        |
| 12.                | Prinzipal       | 08′    |
| 13.                | Flöte           | 08′    |
| 14.                | Salizional      | 08′    |
| 15.                | Prästant        | 04′    |
| 16.                | Traversflöte    | 04′    |
| 17.                | Geig. Prinzipal | 02′    |
| 18.                | Quinte          | 2 ⁄3′  |
| 19.                | Terzflöte       | 1 3⁄5′ |
| 20.                | Mixtur          | 01′    |

| Pedal C–f1 |               |         |
| 20.        | Prinzipalbass | 16′     |
| 21.        | Subbass       | 16′     |
| 22.        | Quintbass     | 10 2⁄3′ |
| 23.        | Oktavbass     | 08′     |
| 24.        | Gedecktbass   | 08′     |
| 25.        | Quintbass     | 5 1⁄3′  |
| 26.        | Choralbass    | 04′     |
| 27.        | Superoktav    | 02′     |
| 28.        | Posaune       | 16′     |
| 29.        | Posaune       | 08′     |

- Koppeln: II-I, I/P, I-/P, II-P 1968: Super II-I, Sub II-I, Super II

Spielhilfen: Freie Kombination; Kollektive: Auslöser, Piano, Forte, Pleno; Pianopedal ein, Walze ein, Handreg. fest, Zungen ab; Crescendo-Walze

## Pfarrhaus und Kirchengarten

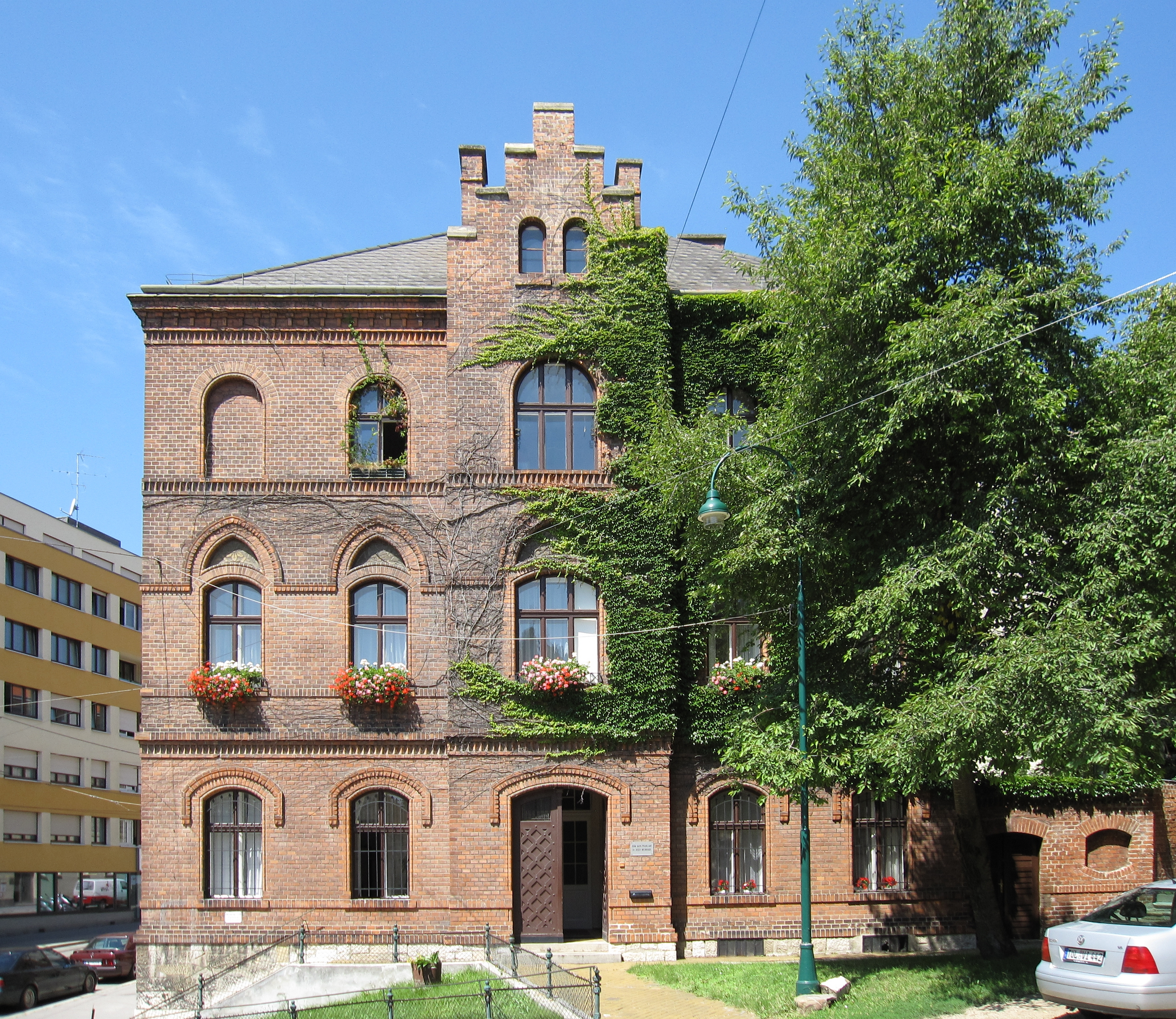
Pfarrhaus

Das Wohnhaus des Pfarrers ist ein dreietagiges unverputztes Backsteingebäude mit Rundbogenfenstern und mittigen Ziergiebeln. Es steht leicht erhöht

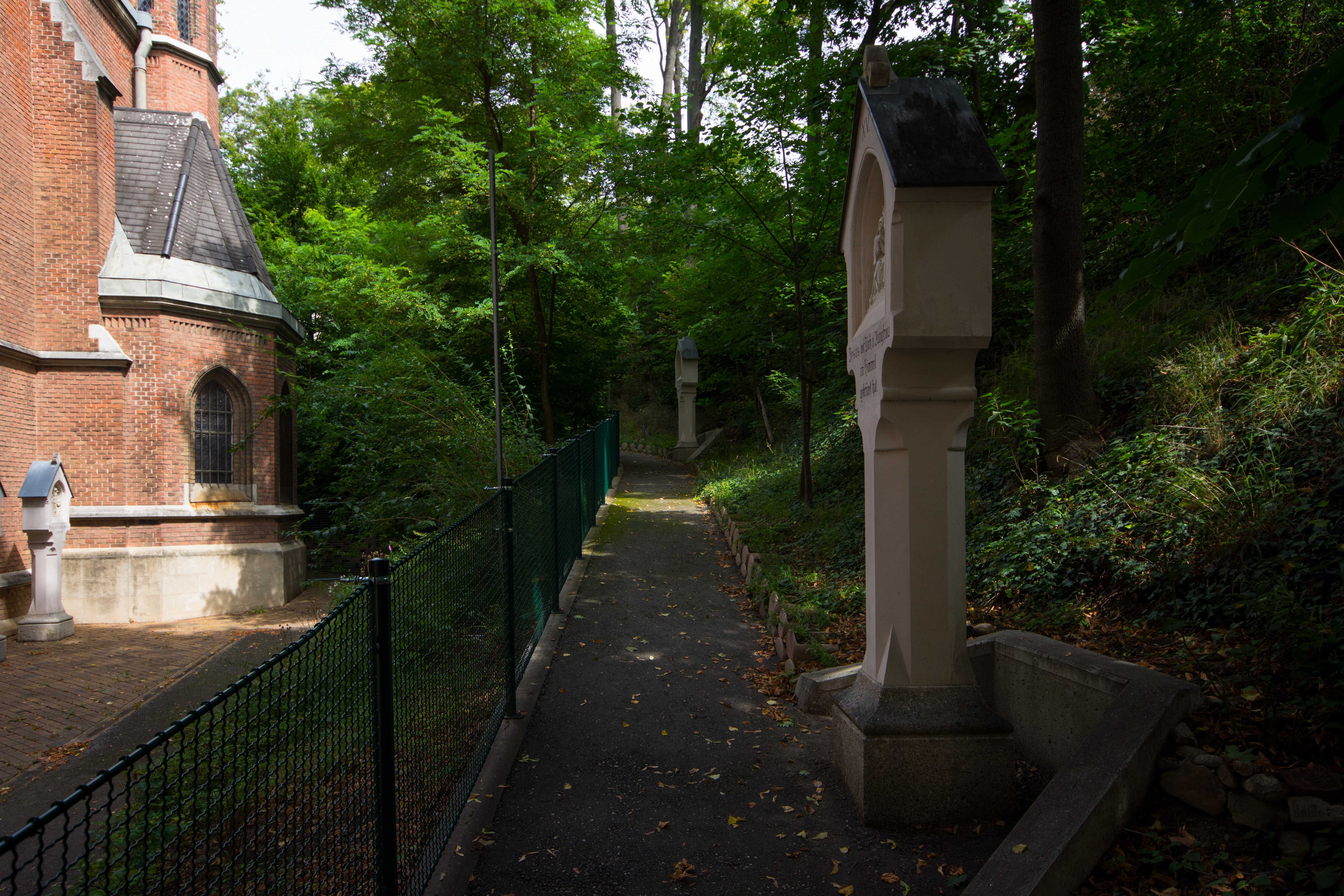
Östlicher Teil des Rosenkranzwegs

Hinter der Pfarrkirche, in einem Garten bergseitig zur Türkenschanze hinauf, standen ursprünglich fünfzehn vom Bildhauer Rochus Haas geschaffene Bildstöcke für den Rosenkranzweg. Er wurde im Jahr 1883 auf dem Abhang zwischen der damals im Bau befindlichen Pfarrkirche und der Türkenschanze angelegt. Die aus Kalkstein geschlagenen Bildstöcke wurden 1892 aufgestellt und bestehen aus jeweils einer Säule, die nach oben verbreitert ist und ein Halbrelief enthält, das die Geheimnisse des freudenreichen, des schmerzhaften und des glorreichen Rosenkranzes darstellt. Zehn der Bildstöcke erhielten einen neuen Platz an der Kirchenmauer, die nun auf gegossenen Betonfundamenten stehen. Zum Erhalt der Bildstöcke und des Weges ist die Gemeinde auf Spenden angewiesen.

## Seelsorge, Gemeindeleben und Sonstiges
Die Gemeinde Weinhaus ist ein Teil der mit 1. Januar 2022 gebildeten Pfarre Währing. Zu ihr gehören rund 3600 Katholiken.
Sonntags- und andere Gottesdienste finden regelmäßig statt.
In der Pfarre Weinhaus befindet sich eine Le+O-Ausgabestelle der Caritas der Erzdiözese Wien. Hier werden Lebensmittelspenden an hilfsbedürftige Personen abgegeben und auf Wunsch auch Beratungen durchgeführt.
Im Kirchenraum finden neben den üblichen christlichen Feiern auch Kulturveranstaltungen wie Konzerte statt.
Zur Ausstattung gehört eine große Weihnachtskrippe, die Bildhauer Kastner in zwei Etappen fertigte: 1922/23 und 1927. Sie wird regelmäßig in der Adventszeit nahe dem Kreuzaltar platziert, zwischenzeitlich befindet sie sich in einem angemieteten Lagerraum.
Pfarrer (Auswahl)
- Ende 19. Jhd.: Pfarrer Joseph Deckert
- um 1927: Pfarrer Lojka[5]

Die Priester gehören seit den 1980er Jahren dem Orden der Lazaristen an.
- ab um 1980: Dr. Czopf, Dr. Wierzejewski und Dr. Kutschera[25]
- 1999–2008: Pfarrer Lucjan Banko[25]
- 2008–2015: Pfarrer Dr. Peter Zitta[25]
- 2015: Pater Arkadiusz Zakreta und Pater Martin Nowotarski[25]
- in den 2020er Jahren: Magister Maciej Cepielik

Regelmäßig informiert die Gemeinde mit dem Pfarrblatt Kirche in Weinhaus ihre Mitglieder über das Kirchengebäude, Veranstaltungen und das Gemeindeleben. Außerdem werden kleine Themenheftchen erstellt (Beispiel: Unsere Kirchenfenster genauer anschauen) und gegen eine Aufwandsentschädigung an Interessenten verkauft.
Die Pfarrgemeinde unterhält einen Kirchenchor.